# مسجد بنی اسدی
مسجد بنی اسدی مربوط به اواخر دوره قاجار است و در سمنان، خیابان ابوذر، محله آتشگاه، کوچه ابوذر غفاری ۱۹ واقع شده و این اثر در تاریخ ۱۲ بهمن ۱۳۸۱ با شمارهٔ ثبت ۷۳۴۶ به‌عنوان یکی از آثار ملی ایران به ثبت رسیده است.